# Calide ibne Ualide
Abu Soleimão Calide ibne Ualide ibne Almogira Almaczuni (em árabe: أبو سليمان خالد بن الوليد بن المغيرة المخزومي; romaniz.: Abū Sulaymān Khālid ibn al-Walīd ibn al-Mughīrah al-Makhzūmī), mais conhecido apenas como Calide ibne Ualide/Alvelide (em árabe: خالد بن الوليد; romaniz.: Khalid/Khaled ibn al-Walid), mas também chamado Caledo (em latim: Chaledus; em grego medieval: Χάλεδος, Cháledos) por Teófanes, o Confessor e Calebo (em latim: Chalebus; em grego medieval: Χάλεβος, Chálebos) por Jorge Cedreno e designado Ceife Alá Almaslul (em árabe: سيف الله المسلول; romaniz.: Sayf-Allāh al-Maslūl; lit. "Espada Embainhada de Deus"), foi um companheiro de Maomé. É reconhecido por suas táticas e proeza militar, comandando as forças de Medina sob Maomé e as dos sucessores imediatos do Califado Ortodoxo, Abacar e Omar. Foi sob sua liderança militar que a Arábia, pela primeira vez, foi unida sob uma única entidade política. Comandando forças do nascente Estado islâmico, foi vitorioso numa centena de batalhas, contra tropas do Império Bizantino, Império Sassânida e seus aliados, além de outras tribos árabes. Suas realizações estratégicas incluíram a conquista da Arábia nas Guerras Rida, o Assoristão (Mesopotâmia) e Síria entre 632 e 636. Também é lembrado por suas vitórias decisivas em Iamama, Ulais e Firaz e seus sucessos táticos em Ualaja e Jarmuque.
Calide era de uma tribo mecana dos coraixitas, de um clã inicialmente opositor de Maomé. Desempenhou papel vital na vitória mecana na Batalha de Uude contra os muçulmanos. Converteu-se ao Islã, e juntou-se a Maomé após o Tratado de Hudaibia e participou em várias expedições, como a Batalha de Mutá, que foi a primeira batalha entre bizantinos e muçulmanos. Calide relatou que a luta foi tão intensa que, enquanto lutava, quebrou nove espadas. Isso lhe rendeu o título de "Espada de Alá". Calide assumiu o comando após Zaíde, Jafar e Abedalá serem mortos. Após a morte de Maomé, desempenhou papel chave na chefia das tropas medinenses a Abacar nas Guerras Rida, conquistando a Arábia Central e subjugando as tribos árabes. Capturou o Estado cliente do Império Sassânida dos lacmidas de Hira e derrotou as forças sassânidas na conquista do Assoristão. Foi depois transferido ao fronte ocidental para capturar a Síria e o Estado cliente do Império Bizantino dos gassânidas.
Embora Omar depois retirou-o do alto comando, Calide permaneceu um líder efetivo das forças enviadas contra o Império Bizantino durante os primeiros estágios das guerras bizantino-árabes. Sob seu comando, Damasco foi capturada em 634 e a vitória árabe chave na Batalha de Jarmuque de 636 permitiu a conquista do Bilade Xame (Levante). Em 638, foi removido de seus serviços militares. Calide lutou cerca de 200 batalhas, tanto grandes batalhas como pequenas escaramuças e duelos individuais, durante sua carreira militar. Ao permanecer invicto, alguns alegam que foi um dos melhores generais na história.

## Vida

### Primeiros anos
Calide nasceu cerca de 585 em Meca. Seu pai era Alualide ibne Almuguira, xeique dos Banu Maczum, um clã árabe dos coraixitas, e sua mãe era Lubaba Alçugra binte Alharite, uma irmã paterna de Maimuna binte Alharite. Também era primo de Omar, o futuro segundo califa, e pareciam muito. Logo após nascer, segundo as tradições coraixitas, foi mandado a uma tribo beduína no deserto, onde uma mãe adotiva cuidou dele no ar limpo, seco e não poluído do deserto. Aos cinco ou seis anos, retornou para seus pais em Meca. Durante sua infância, sofreu de varíola, a qual sobreviveu, mas ficou com marcas na bochecha esquerda, e era conhecida na cidade pelo título de Aluaíde (al-Wahid) ou "o Solitário".
Os três principais clãs dos coraixitas à época eram os Banu Hixame, Banu Abdadar e Banu Maczum, com o último sendo responsável pela guerra. Como membro dos Maczum, que estavam entre os melhores cavaleiros na Arábia, Calide aprendeu a cavalgar e usar armas como lança, arco e espada. Na juventude, foi admirado como um renomado guerreiro e lutador entre os coraixitas.

### Tempo de Maomé

#### Antes da conversão ao islamismo
Pouco se sabe sobre Calide nos primeiros dias e pregação de Maomé. Seu pai era conhecido por sua hostilidade ao profeta. Após a migração de Maomé de Meca a Medina, muitas batalhas foram travadas entre a nova comunidade muçulmana em Medina e a confederação dos coraixitas. Calide não participou na Batalha de Badr — a primeira batalha travada entre muçulmanos e coraixitas — mas seu irmão Ualide ibne Ualide foi pego e feito prisioneiro. Calide e seu irmão mais velho Hixame ibne Ualide foram a Medina pagar resgate de Ualide, mas logo depois que foi libertado, Ualide, em meio a viagem para Meca, escapou e voltou para Maomé para se converter. A liderança de Calide foi instrumental para virar a sorte da guerra e garantir uma vitória mecana na Batalha de Uude (625). Em 627, fez parte na campanha coraixita contra os muçulmanos, resultando na Batalha da Trincheira, sua última contra os muçulmanos.

#### Conversão ao islamismo
Um acordo de paz de dez anos foi concluído entre os muçulmanos e coraixitas de Meca no Tratado de Hudaibia em 628. Foi registrado que Maomé disse ao irmão de Calide, Ualide ibne Ualide, que: "Um homem como Calide, não pode se manter longe do Islã por muito tempo". Ualide escreveu cartas a Calide persuadindo-o a se converter. Calide, que não foi indevidamente atraído para os ídolos da Caaba, decidiu se converter ao Islã e diz-se que compartilhou este assunto com seu amigo de infância Icrima ibne Abi Jal, que se opôs. Calide foi ameaçado por Abu Sufiane ibne Harbe com consequências terríveis, mas foi contido por Icrima, que teria dito: "Firme, ó Abu Sufiane! Sua raiva pode me levar também a se juntar a Maomé. Calide está livre para seguir qualquer religião que escolhe". Em maio de 629, Calide partiu para Medina. No caminho, conheceu Anre ibne Alas e Otomão ibne Talha, que também estavam indo para Medina para se converter ao Islã. Chegaram a Medina em 31 de maio de 629 e foram à casa de Maomé. Calide foi recebido por seu irmão e foi o primeiro entre os três homens a entrar no Islã. Saudou respeitosamente o profeta e assumiu a promessa de lealdade a ele. Então Maomé, muito afetivamente lhe disse:
| “ | Tinha certeza, levando em consideração seu brilhantismo, sabedoria e previsão, que certamente um dia você aceitaria o Islã como sua religião. | ” |

#### Campanhas sob Maomé
Em 629, uma expedição foi preparada para tomar medidas punitivas contra os gassânidas, uma tribo árabe vassala do Império Bizantino. Maomé nomeou Zaíde ibne Harita como o comandante da força. No caso da morte de Zaíde, o comando seria tomado por Jafar ibne Abu Talibe, e se Jafar fosse morto, o comando estaria nas mãos de Abedalá ibne Raua. No caso de todos serem mortos, os expedicionários deveriam selecionar um comandante entre eles. Em setembro, ocorreu a Batalha de Mutá. Os três comandantes foram mortos e Calide foi selecionado, sendo capaz de manter seu exército numericamente superado de 3 000 homens contra 10 000 do Império Bizantino e gassânidas. Ao anoitecer, mandou que algumas colunas ficassem atrás do exército principal e na manhã seguinte, antes da peleja, foram instruídas a se aproximar em pequenos grupos, um após o outro, simulando a chegada de reforços e diminuindo o moral inimigo. De alguma forma, estabilizou as linhas de batalha daquele dia e, durante a noite, seus homens voltaram à Arábia. Acreditando que uma armadilha estava esperando por eles, as tropas bizantinas não os perseguiram. Se diz que Calide quebrou nove espadas durante a batalha. Após Mutá, recebeu o título de Espada de Deus por trazer de volta seu exército.
Entre final de 629 e começo de 630, os muçulmanos avançaram de Medina para conquistar Meca e Calide comandou um dos quatro exércitos que entraram na cidade a partir de quatro rotas diferentes e derrotou a cavalaria coraixita. Em janeiro, foi enviado para Nacla para destruir o ídolo da deusa Uza e assim o fez matando uma mulher que Maomé alegou ser a própria deusa. No mesmo mês, foi enviado para convidar ao islã a tribo Banu Jadima, mas lhe responderam que se tornaram sabeus. Calide então começou a executar alguns prisioneiros jadimas, devido a inimizade passada, antes de ser parado por Abdur Ramane ibne Aufe. Maomé, ao saber do ocorrido, teria erguido as mãos pros seus e dito "Ó Deus, eu sou inocente do que Calide fez!". Mais tarde naquele ano, participou da Batalha de Hunaine, onde sofreu feridas graves e profundas que foram curadas por Maomé, e do Cerco de Taife. Também fez parte da Expedição a Tabuque (outubro) sob comando de Maomé, e de lá foi enviado para Daumate Jandal, onde, em março de 631, capturou o príncipe cristão Ucaidir como força de obrigar a submissão da cidade; Ucaidir foi depois libertado com o pagamento de 2 000 camelos, 800 ovelhas, 400 armaduras, 400 lanças e a promessa de pagar a jizia. Em abril, foi novamente enviado para Daumate Jandal para destruir o ídolo pagão Uade, assim o fazendo e matando aqueles que resistiram. Em 632, participou do haje de despedida de Maomé, quando pegou alguns cabelos do profeta como relíquia sagrada, acreditando que o ajudariam a vencer em combate.

### Tempo de Abacar(632–634)

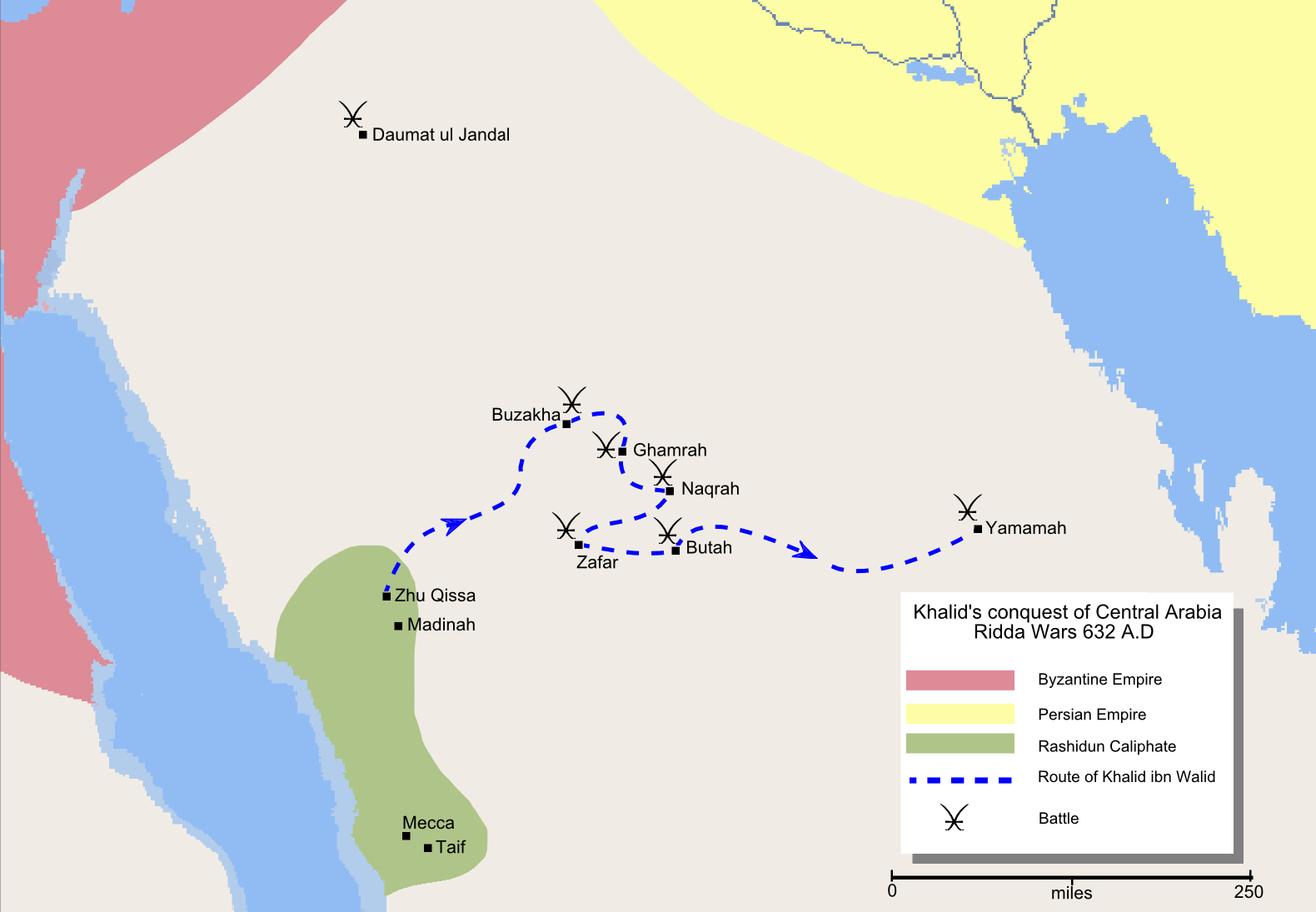
Campanhas de Calide na Arábia Central

Após a morte de Maomé, muitas tribos árabes se rebelaram contra Medina. O califa Abacar (r. 632–634) enviou exércitos a lutar contra rebeldes e apóstatas. Calide foi um dos principais conselheiros de Abacar e um dos artífices da preparação estratégica das Guerras Rida. Recebeu o comando do melhor exército muçulmano e foi enviado à Arábia Central, a área mais estrategicamente sensível onde as tribos rebeldes mais poderosas viviam. A região era a mais próxima da fortaleza muçulmana de Medina e a maior ameaça à cidade. Calide primeiro partiu às tribos rebeldes de Tai e Jalida, onde Adi ibne Hatim — proeminente companheiro de Maomé e um chefe dos Tai — arbitrava e as tribos se submeteram ao califado.
Em meados de setembro de 632, Calide derrotou Tulaia, um dos principais líderes rebeldes que reivindicou a profecia como meio de obter apoio a si; seu poder, porém, foi esmagado e seus seguidores foram abatidos na Batalha de Gamera. Calide, então, marchou a Nacra e derrotou a tribo rebelde de Banu Saleem na Batalha de Nacra. A região foi garantida após a Batalha de Zafar em outubro de 632 com a derrota da chefe tribal Salma. Logo que a região em torno de Medina foi recapturada, Calide entrou no Négede, o reduto das tribos Banu Tamim. Muitos clãs se apressaram em visitá-lo e se submeter ao governo do califado. Mas a tribo dos Banu Iarbu, sob comando do xeique Maleque ibne Nuaira, não compareceu. Maleque evitou contato direto com o exército califal e ordenou que seus seguidores se espalhassem, e ele e sua família supostamente fugiram pelo deserto. Maleque também coletou impostos e enviou seus homens a Medina para entregá-los, mas foi acusado de se rebelar contra Medina e de entrar numa aliança anticalifal com Saja, a profetisa autoproclamada. Maleque foi preso com membros de seu clã e perguntou a Calide quais eram seus crimes. Ao ouvi-lo dizer "seu mestre disse isso, disse aquilo" referindo-se a Abacar, Calide declarou-o rebelde apóstata e ordenou sua execução.
A morte de Maleque e o casamento de Calide e a viúva Laila gerou debate. Alguns oficiais do exército — incluindo Abu Catada Ançari — acreditavam que matou Maleque para desposar sua esposa. Pela pressão exercida por Omar — primo de Calide e um dos principais conselheiros de Abacar — o califa chamou-o a Medina para se explicar. Omar propôs a Abacar que ele deveria ser demitido pelo ocorrido, dizendo "a espada de Calide [o] está sobrecarregando", ao que o califa respondeu: "Não embainharia o que Alá desembainhou contra os descrentes". Isento de responsabilidade, Calide partiu para enfrentar Muçailima, um pretendente à missão profética que já havia derrotado dois exércitos muçulmanos. Encontrou seu inimigo na terceira semana de dezembro de 632, obtendo esmagadora vitória na Batalha de Iamama, na qual Muçauilima morreu. A vitória colapsou a restante resistência das tribos árabes.